# Hoplias microcephalus
Hoplias microcephalus är en fiskart som först beskrevs av Agassiz 1829.  Hoplias microcephalus ingår i släktet Hoplias och familjen Erythrinidae. Inga underarter finns listade i Catalogue of Life.